# LinkedIn

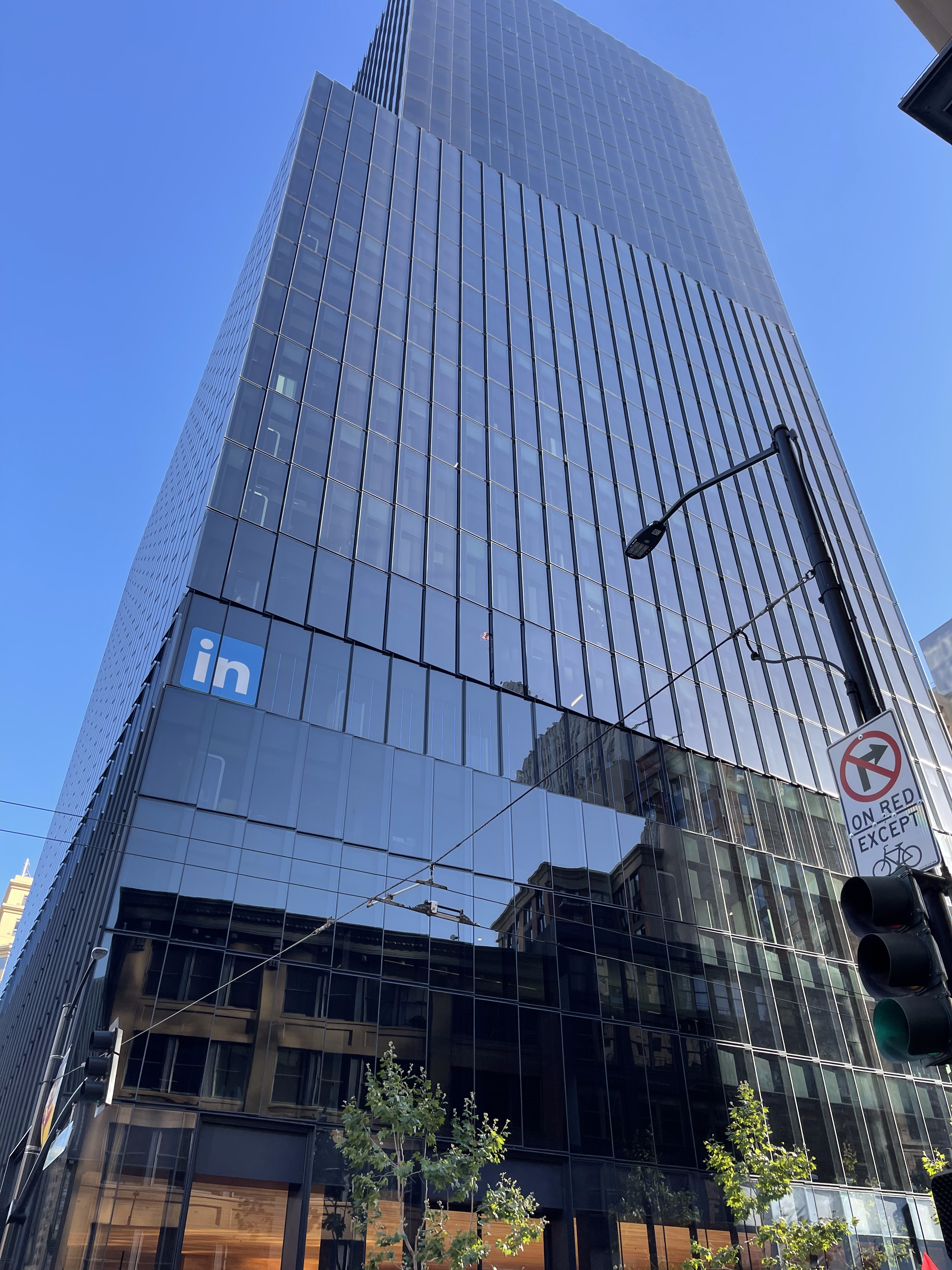
Linkedin Tower a San Francisco

LinkedIn (pronuncia: /lɪŋktˈɪn/) è un servizio web di rete sociale, gratuito (con servizi opzionali a pagamento), impiegato principalmente nello sviluppo di contatti professionali (tramite pubblicazione e diffusione del proprio curriculum vitae) e nella diffusione di contenuti specifici relativi al mercato del lavoro (es. motore di ricerca del lavoro, pubblicità aziende, ecc.). Il nome del servizio unisce il participio passato del verbo link (collegare) alla preposizione in, e significa pertanto "collegato" o "collegata".
La rete di LinkedIn, presente in oltre 200 paesi, a gennaio del 2009 contava circa 30 milioni di utenti, ha superato i 100 milioni di utenti il 22 marzo 2011, i 200 milioni a gennaio del 2013, i 530 milioni nel 2017, ha raggiunto i 630 milioni nel giugno del 2019 e gli 800 milioni nel 2021, di cui circa 16 milioni in Italia.
Nel 2023 LinkedIn ha oltrepassato la quota di 900 milioni di iscritti, con una media di 3 nuove iscrizioni al secondo e di 8 assunzioni al minuto; nel 2024 conta un miliardo di utenti.

## Descrizione
La piattaforma LinkedIn viene fondata nel 2002 da Reid Hoffman e da un gruppo di co-fondatori tra cui Allen Blue, Konstantin Guericke, Eric Ly e Jean-Luc Vaillant. La data ufficiale del lancio invece risale al 5 maggio 2003 con sede nella Silicon Valley.
Il 56% degli iscritti risiede fuori dagli Stati Uniti d'America, mentre l'India, il Regno Unito e il Brasile sono i paesi con il maggior numero di iscritti (quest'ultimo è anche quello che cresce più velocemente). Gli utenti europei sono oltre 22 100 000 e le nazioni che mostrano un maggiore interesse sono i Paesi Bassi, la Francia e l'Italia. LinkedIn copre circa 150 comparti economici e oltre 400 "regioni economiche". La società che gestisce il servizio ha sede a Mountain View (California).
Le principali acquisizioni di LinkedIn sono state: 
- SlideShare il 3 maggio 2012
- Pulse, l'11 aprile 2013
- Bright.com, il 6 febbraio 2014
- Lynda, il 9 aprile 2015

Il 13 giugno 2016 la società ha annunciato di essere stata acquisita da Microsoft per una cifra di 26.2 miliardi di dollari.

### Contenuti
Lo scopo principale del sito è consentire agli utenti registrati di mantenere una lista di persone conosciute e ritenute affidabili in ambito lavorativo. Le persone nella lista sono definite "connessioni": esse sono in effetti le connessioni di un nodo (l'utente) all'interno della rete sociale. L'utente può incrementare il numero delle sue connessioni invitando chi di suo gradimento.
La rete di contatti a disposizione dell'utente è costituita da tutte le connessioni dell'utente, tutte le connessioni delle sue connessioni ("connessioni di secondo grado") e da tutte le connessioni delle connessioni di secondo grado ("connessioni di terzo grado").
Gli obiettivi del sito sono molteplici e possono essere suddivisi in base alle due funzioni principali: carriera lavorativa e miglioramento del business.
Nel novero degli obiettivi lavorativi è possibile:
- Ottenere di essere presentati a qualcuno che si desidera conoscere attraverso un contatto mutuo e affidabile.
- Trovare offerte di lavoro, persone, opportunità di business con il supporto di qualcuno presente all'interno della propria lista di contatti o del proprio network.
- I datori di lavoro possono pubblicare offerte e ricercare potenziali candidati.
- Le persone in cerca di lavoro possono leggere i profili dei reclutatori e scoprire se tra i propri contatti si trovi qualcuno in grado di metterli direttamente in contatto con loro.

A livello di business, su LinkedIn è possibile perseguire i seguenti obiettivi:
- Rimanere costantemente aggiornati sul proprio network professionale e i trend del settore di interesse.
- Identificare e tessere relazioni con potenziali nuovi clienti.
- Migliorare il personal branding[9] o il corporate branding (se si tratta di un'azienda) e la reputazione online.

### Nel mondo
La diffusione di LinkedIn è capillare negli Stati Uniti. Il tasso di penetrazione all'interno del mercato del lavoro è consolidato negli Stati Uniti, in crescita in Europa e nel resto del mondo.
A seguito della delicata situazione sociopolitica in Cina, nel 2021 Microsoft annuncia il ritiro di Linkedin dal mercato Cinese; del social network rimarrà attiva esclusivamente la funzione InJobs per la ricerca di un posto di lavoro, mentre non sarà più possibile utilizzare la piattaforma come mezzo “social” per restare in contatto con colleghi e professionisti in tutto il mondo.
Gli uomini (59%) superano di gran lunga le donne e le fasce con più membri sono quelle dei 25-34enni e dei 35-54enni (entrambe con il 36%). I settori con più iscritti risultano essere l'high-tech (17%), la finanza (14%) e la manifattura (10%). Le funzioni maggiormente presenti sono quelle legate alla vendita (12%), all'insegnamento (10%) e all'amministrazione (10%).

### Modello di business
LinkedIn ha raggiunto nel 2010 i 1500 dipendenti e, per i primi nove mesi del 2010, 161 milioni di dollari di fatturato e 1,9 milioni di profitti. Gli introiti provengono da tre fonti: la vendita di abbonamenti premium del servizio (27% dei ricavi), le hiring solution (41%) e le marketing solution (32%). La prima tipologia di soluzioni racchiude servizi di consulenza (in particolare LinkedIn Corporate Solutions) e pubblicità (LinkedIn Jobs) che aiutano le aziende a individuare i migliori candidati da assumere; la seconda è pensata per offrire ai marketer nuove occasioni per entrare in contatto con partner e consumatori (attraverso advertising, anche fai da te, sondaggi di opinione, emailing mirato, test di campagne su gruppi selezionati, ecc.).
Facendo leva su questi asset l'azienda, posseduta per la gran parte da venture capitalist, a gennaio 2011 ha iniziato la procedura per la quotazione in Borsa, nella speranza di raccogliere 175 milioni di dollari con i quali far fronte ai crescenti costi operativi.
Nel giugno 2016, Microsoft ha rilevato LinkedIn, per 196 dollari per azione in contanti, nell'ambito di un'operazione valutata 26,2 miliardi di dollari . Come si legge in una nota, LinkedIn «manterrà il proprio brand distintivo, cultura e indipendenza» e l'amministratore delegato Jeff Weiner manterrà il proprio incarico. Riferirà direttamente a Satya Nadella, numero uno di Microsoft.
Reid Hoffman, presidente, cofondatore e azionista di controllo di LinkedIn e lo stesso Weiner «sostengono completamente la transazione».

## Controversie

### Accuse di spam
LinkedIn è stata oggetto di critiche per l'invio indiscriminato di messaggi di posta che pubblicizzano i propri servizi o quelli degli inserzionisti, perché permette ai propri utenti di inviare inviti indiscriminatamente e per l'estrazione di indirizzi di posta dalle webmail dei propri utenti. Nell'estate del 2012, la blacklist SBL di Spamhaus ha aggiunto LinkedIn per l'invio di posta elettronica verso delle spam trap.

### Violazioni nella sicurezza
Nel 2020 e nel 2021 ci sono state violazioni nella cyber-sicurezza e la divulgazione nel dark-web dei dati sensibili degli utenti. Successivamente, tramite una precisazione della stessa azienda, si scoprirà essere un'operazione di scraping. LinkedIn precisa che tali azioni violano i loro termini di servizio.